# Living Dub Vol. 5
Living Dub Vol. 5 – dwudziesty siódmy album studyjny Burning Speara, jamajskiego wykonawcy muzyki reggae.
Płyta została wydana 13 czerwca 2006 roku przez Burning Music, własną wytwórnię Speara. Znalazły się na niej zdubowane wersje piosenek z wydanego w roku 1999 krążka Calling Rastafari. Miksu utworów dokonał w studiu Grove Recording w Ocho Rios Barry O'Hare. Produkcją nagrań zajęła się Sonia Rodney, żona artysty.

## Lista utworów
1. "Hit Dub"
2. "Dub Liberty"
3. "Security Dub"
4. "Holy Dub"
5. "Dub Jah"
6. "Reggae Dub"
7. "Dub Move"
8. "Calling Dub"
9. "Dub He"
10. "Vision Dub"
11. "Dub Continent"
12. "Want Me To Dub"